# Столте, Кристиан
Кристиан Столте (родился 16 октября 1962 года) — американский характерный актёр. Он изобразил сотрудника исправительных учреждений Кита Столта в сериале «Побег из тюрьмы» и Чарльза Макли в фильме «Враги общества». Он снялся в роли главного оценщика Дэвида Кима Паркера в веб-сериале Onion «Оценка дноуглубительных работ на озере». Он также сыграл Кларенса Дарби в фильме «Законопослушный гражданин». Актёрская карьера Столта также включает в себя озвучку (или озвучку) с Библией Breathe. В настоящее время он[когда?] изображает Рэнди Макхолланда (Мауч) в сериале NBC "Чикагский пожар
| Год                  | Название                                                            | Роль                                                                              | Примечания                     |
| -------------------- | ------------------------------------------------------------------- | --------------------------------------------------------------------------------- | ------------------------------ |
| 2000                 | Брат 2                                                              | Офицер полиции                                                                    |                                |
| 2005-2007            | Побег из тюрьмы                                                     | Сотрудник исправительных учреждений Кит Столте (также известный как командир № 1) | Повторяющаяся роль (1-2 сезон) |
| 2009                 | Враги народа(Джонни Д.)                                             | Чарльз Макли                                                                      | Вспомогательная Роль           |
| 2009                 | Законопослушный гражданин                                           | Кларенс Джеймс Дарби                                                              | Вспомогательная Роль           |
| 2010                 | Кошмар на улице Вязов                                               | Отец Джесси                                                                       | Вспомогательная Роль           |
| 2012                 | Оценка дноуглубительных работ на муниципальном озере округа Хелкомб | Дэвид Ким Паркер                                                                  | Главная роль                   |
| 2012-Настоящее время | Чикагский пожар                                                     | Рэндалл «Мауч» Макхолланд                                                         | Главная роль                   |
| 2015-Настоящее время | Полиция Чикаго                                                      | Рэндалл «Мауч» Макхолланд                                                         | Повторяющаяся Роль Гостя       |
| 2016-Настоящее время | Чикаго Мед                                                          | Рэндалл «Мауч» Макхолланд                                                         | Повторяющаяся Роль Гостя       |
| 2016                 | Человек в бункере                                                   | Чарли                                                                             | Вспомогательная Роль           |
| 2016                 | Для хорошего времяпровождения (короткометражный фильм)              | автобусная остановка                                                              | Вспомогательная Роль           |
| 2016                 | Бойбэнд                                                             | Деннис «Чертовски прямолинейный» Стивенс                                          | Вспомогательная Роль           |
| 2016                 | Скрытые слезы: Таня (короткометражный фильм)                        | Советник                                                                          | Главная роль                   |
| 2017                 | Анита (съемка)                                                      | Джон Григгс                                                                       | Главная роль                   |